# Evarcha pinguis
Evarcha pinguis är en spindelart som beskrevs av Wesolowska, Tomasiewicz 2008. Evarcha pinguis ingår i släktet Evarcha och familjen hoppspindlar. Inga underarter finns listade i Catalogue of Life.